# Laske-Vedums församling
Laske-Vedums församling var en församling i Skara stift och i Vara kommun. Församlingen uppgick 2002 i Vedums församling. Första halvan av namnet är till för att skilja från Kinne-Vedums församling.

## Administrativ historik
Församlingen har medeltida ursprung. Före den 1 januari 1886 (ändring enligt beslut den 17 april 1885) var namnet Vedums församling.
Församlingen var till 1818 annexförsamling i pastoratet Västerbitterna, Vedum, Eling och Österbitterna för att därefter till 1962 vara annexförsamling i pastoratet Bitterna, (Laske-)Vedum och Eling. Från 1962 till 2002 annexförsamling i pastoratet Bitterna, Laske-Vedum, Eling och Södra Lundby. Församlingen uppgick 2002 i Vedums församling.

## Kyrkor
- Laske-Vedums kyrka